# Šefik Džaferović

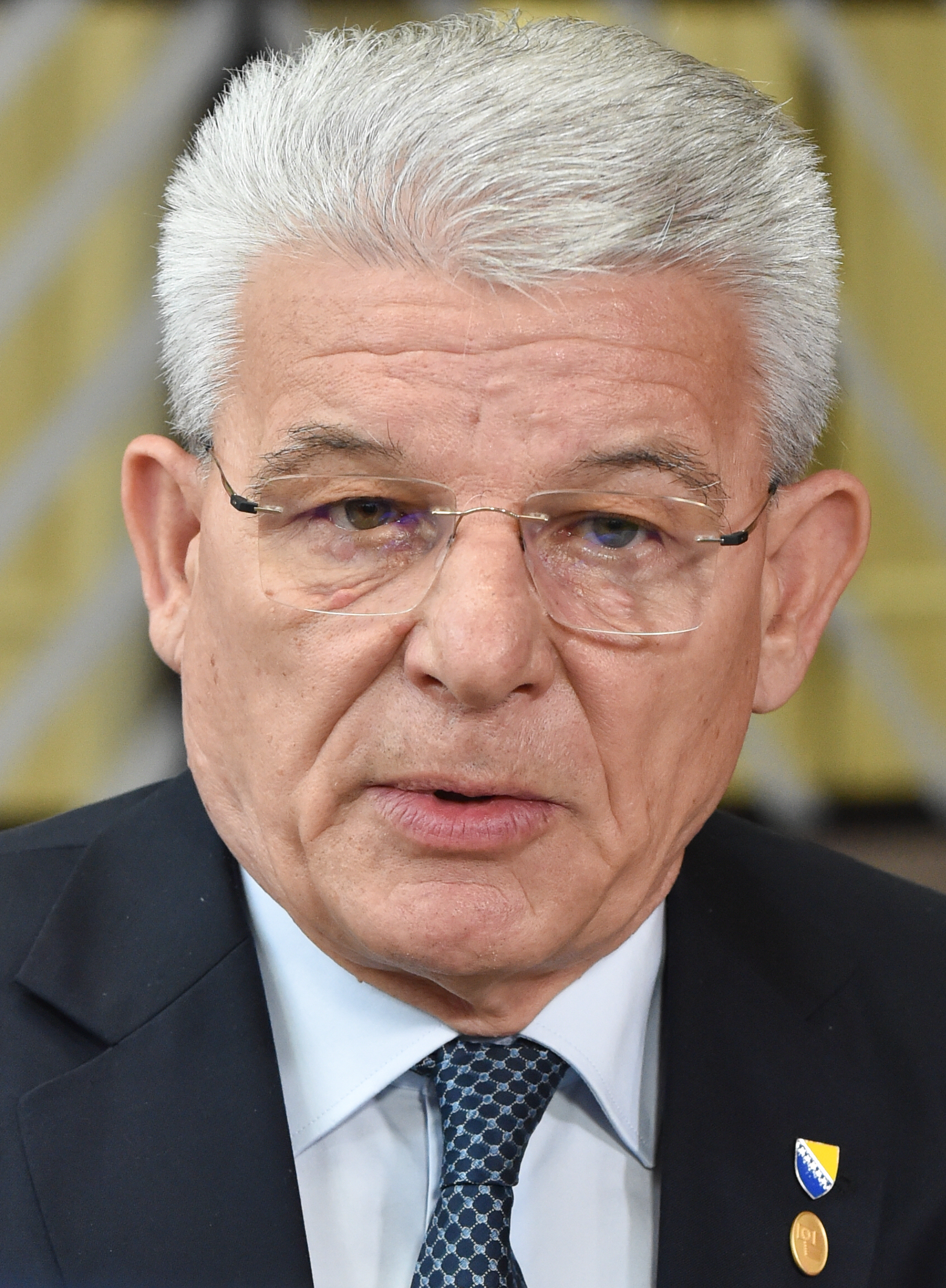
Šefik Džaferović (2022)

Šefik Džaferović (* 9. September 1957 in Zavidovići) ist ein bosnischer Politiker der Stranka demokratske akcije (SDA). Bei den Wahlen 2018 wurde er als Vertreter der Bosniaken Mitglied des dreiköpfigen Staatspräsidiums von Bosnien und Herzegowina und gehörte diesem bis zu den Wahlen 2022 an.
Nach dem Besuch der Grundschule und des Gymnasiums in seiner Heimatstadt Zavidovići studierte Džaferović bis 1979 an der Rechtlichen Fakultät der Universität Sarajevo. Nach seinem Diplom wirkte er von 1979 bis 1986 als Richter am Gemeindegericht von Zavidovići und anschließend bis 1992 am dortigen Obersten Gericht. Während des Bosnienkrieges war er 1992/93 Anwalt und 1993/94 im Bezirk Zenica tätig. Von 1994 bis 1996 arbeitete er im Innenministerium der Republik Bosnien und Herzegowina.
Nach dem Vertrag von Dayton war Džaferović von 1996 bis 2000 Vorsitzender des Parlaments im Kanton Zenica-Doboj und gleichzeitig Abgeordneter im Haus der Völker von Bosnien und Herzegowina, einer Kammer des bosnischen Parlaments. Seit 2002 wurde er insgesamt vier Mal direkt ins Abgeordnetenhaus – die andere Parlamentskammer – gewählt. Bei den Wahlen 2018 kandidierte er als Nachfolger von Bakir Izetbegović für die SDA und wurde mit 36 % der Stimmen neben dem Serben Milorad Dodik und dem Kroaten Željko Komšić ins Staatspräsidium gewählt. Vom 20. März bis zum 20. November 2020 sowie vom 20. März bis zum 16. November 2022 amtierte er turnusmäßig als Vorsitzender des Staatspräsidiums und somit als Staatsoberhaupt.
Džaferović ist verheiratet und hat zwei Kinder.